# Hüchtenbrock

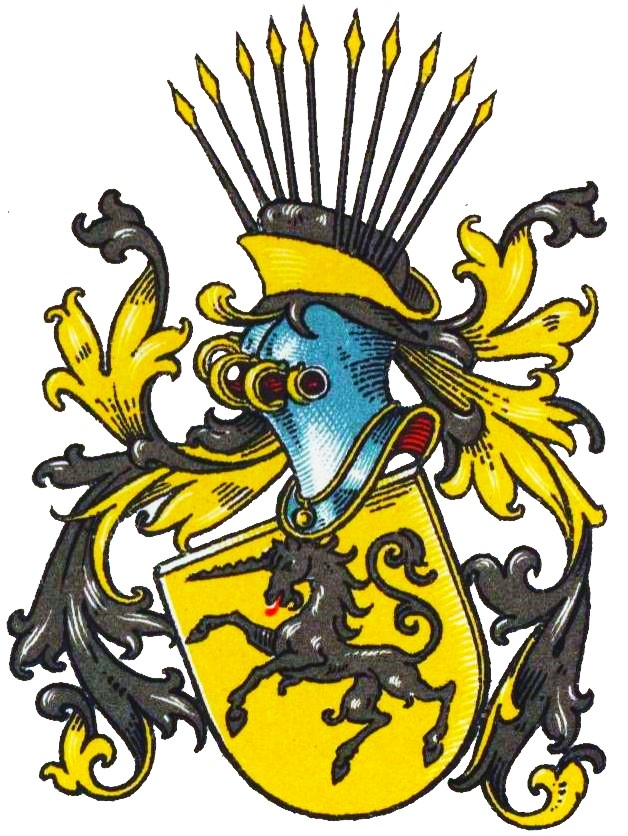
Wappen derer von Hüchtenbrock im Wappenbuch des Westfälischen Adels

Hüchtenbrock (auch Hüchtebrock, Hüchtenbroich, Hüchtenbruch o. ä.) ist der Name eines erloschenen niederrheinisch-westfälischen Adelsgeschlechts.

## Geschichte
Das Geschlecht besaß Hünxe (urkundlich 1404–1701), Schloss Gartrop (1481–1716) und 1497 Gansenberg und Spieckerhof, alle im Kreis Dinslaken. Im 17. Jahrhundert hatte es darüber hinaus die Güter Weyenradt, Altenmengede (1628), Bettinhausen (1628), Heeren (1628), Bühl (1649–1662), Gahlen (1662), Rodenlowe (1649–1662) und Wilmnick (1642).
1450 heiratete Lea von Hüchtenbrock Heinrich von Alinghoven (1400–1491), Marschall von Westfalen und Gesandter in Burgund. 1503 war eine Mechtild von Hüchtenbrock Klosterfrau im Kloster Sterkrade. 1609 erlangte die Familie das Erbkämmereramt des Herzogtums Kleve.
Die Erbtochter des Hauses Heeren bei Kamen, Anna Sophia von Hüchtenbrock, heiratete 1679 Jobst Henrich von Plettenberg (1637–1719), Herr zum Schwarzenberg und Drost des Amtes Plettenberg. Jobst Henrich wurde 1680 Generalerbe seiner Frau und gründete die Linie Plettenberg-Heeren.
Das Geschlecht Hüchtenbrock erlosch im Mannesstamm mit dem Tod des klevischen Erbkämmerers Albrecht Georg von Hüchtenbrock am 26. Januar 1716. Er war mit Gertrude Sibylle Freiin von Diepenbrock verheiratet. Da dem Ehepaar ein männlicher Stammhalter fehlte, setzte Georg Albrecht von Hüchtenbrock den ältesten Sohn seiner ältesten Tochter, Albertine Sybille von Hüchtenbrock, die mit Ludwig Alexander Rölemann von Quadt (1675–1745) verheiratet war, namens Wilhelm Albrecht Johann Carl Friedrich Freiherr von Quadt-Wickrath (1696–1757) zu Haus Zoppenbroich unter der Bedingung zum Erben ein, dass derselbe seinen Namen und Wappen mit dem Namen und Wappen der Familie von Hüchtenbrock vereinen sollte.
Eine jüngere Tochter von Albert Georg von Hüchtenbrock, Sophia Wilhelmina Freiin von Hüchtenbrock (1681–1755), vermählte sich mit Johann Conrad von Strünckede (1670–1742).

## Persönlichkeiten
- Maria von Hüchtenbrock, 1487 Äbtissin im Kloster Langenhorst[5]
- Johann von Hüchtebrock (1587–1615), Domherr zu Münster

## Wappen
Blasonierung: In Gold ein rechtsspringendes schwarzes Einhorn. Auf dem Helm mit schwarz-goldenen Helmdecken ein schwarzer goldaufgeschlagener Hut mit zehn schwarzen Lanzen mit goldenen Spitzen besteckt.
Das Wappen wurde von Heeren-Werve als Ortswappen angenommen.

Wappen der ehemaligen Gemeinde Heeren-Werve
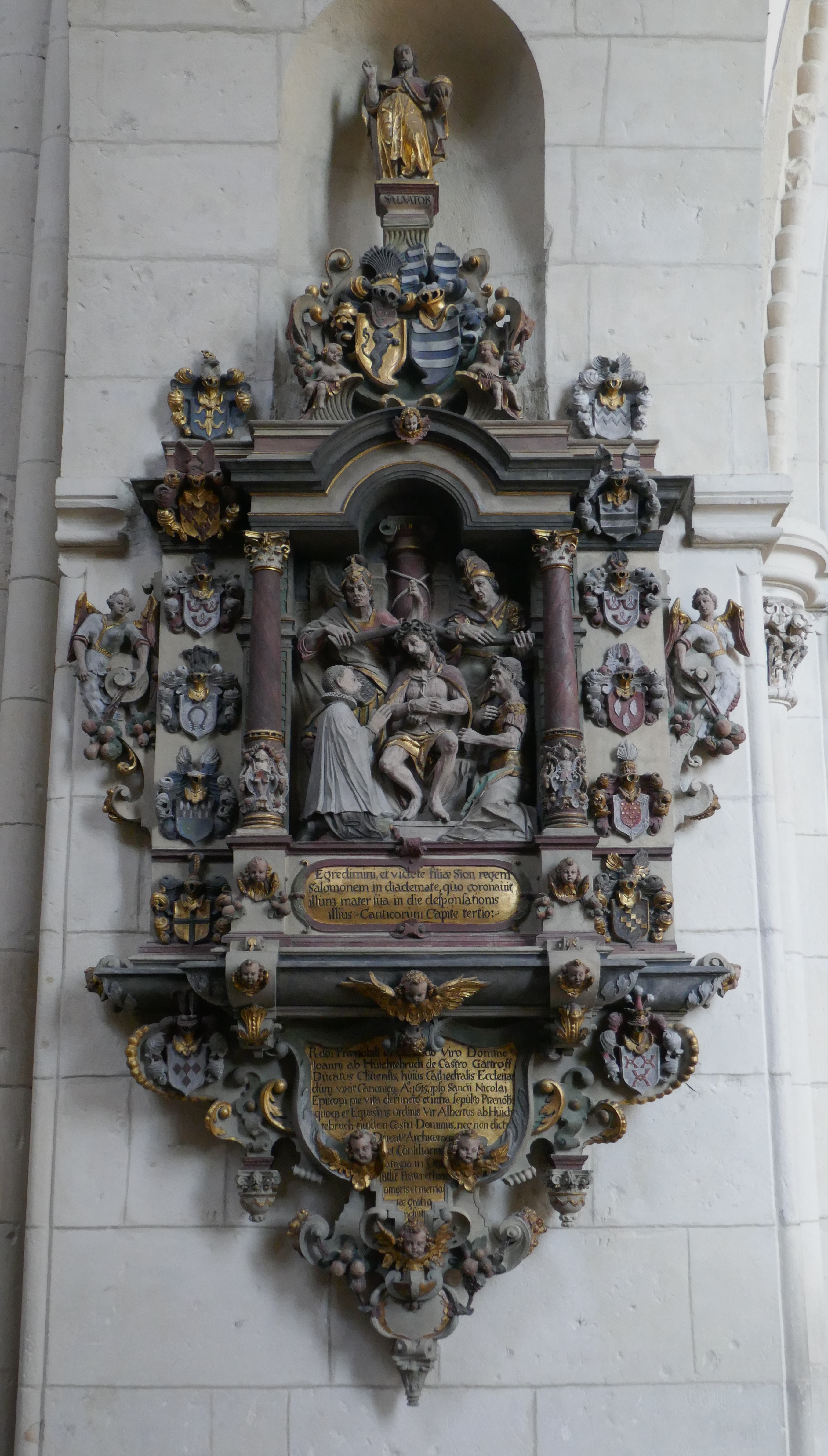
Epitaph für Johann von Hüchtebrock im Dom von Münster
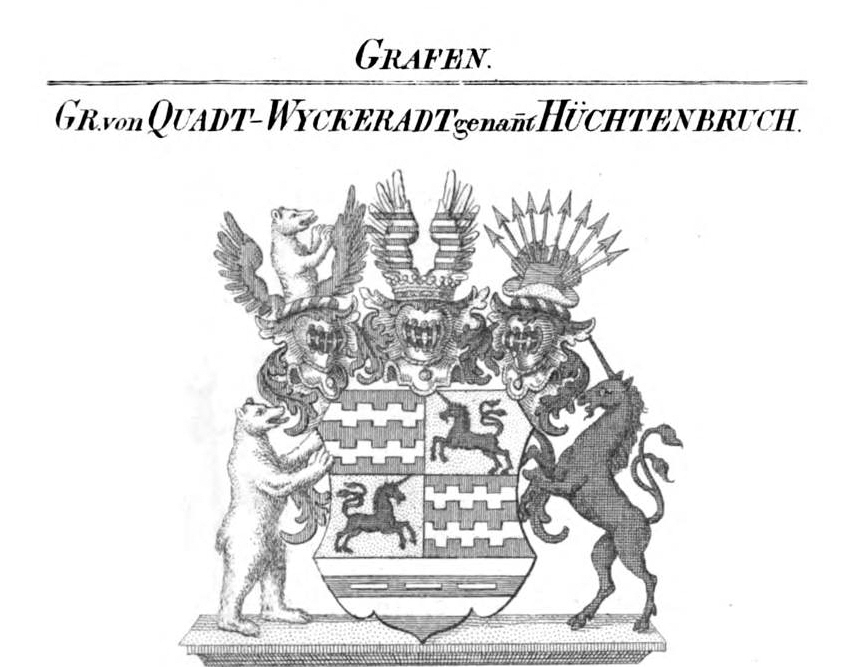
Wappen der Grafen von Quadt-Wickrath genannt Hüchtenbruch bei Tyroff